# Lena Flodman

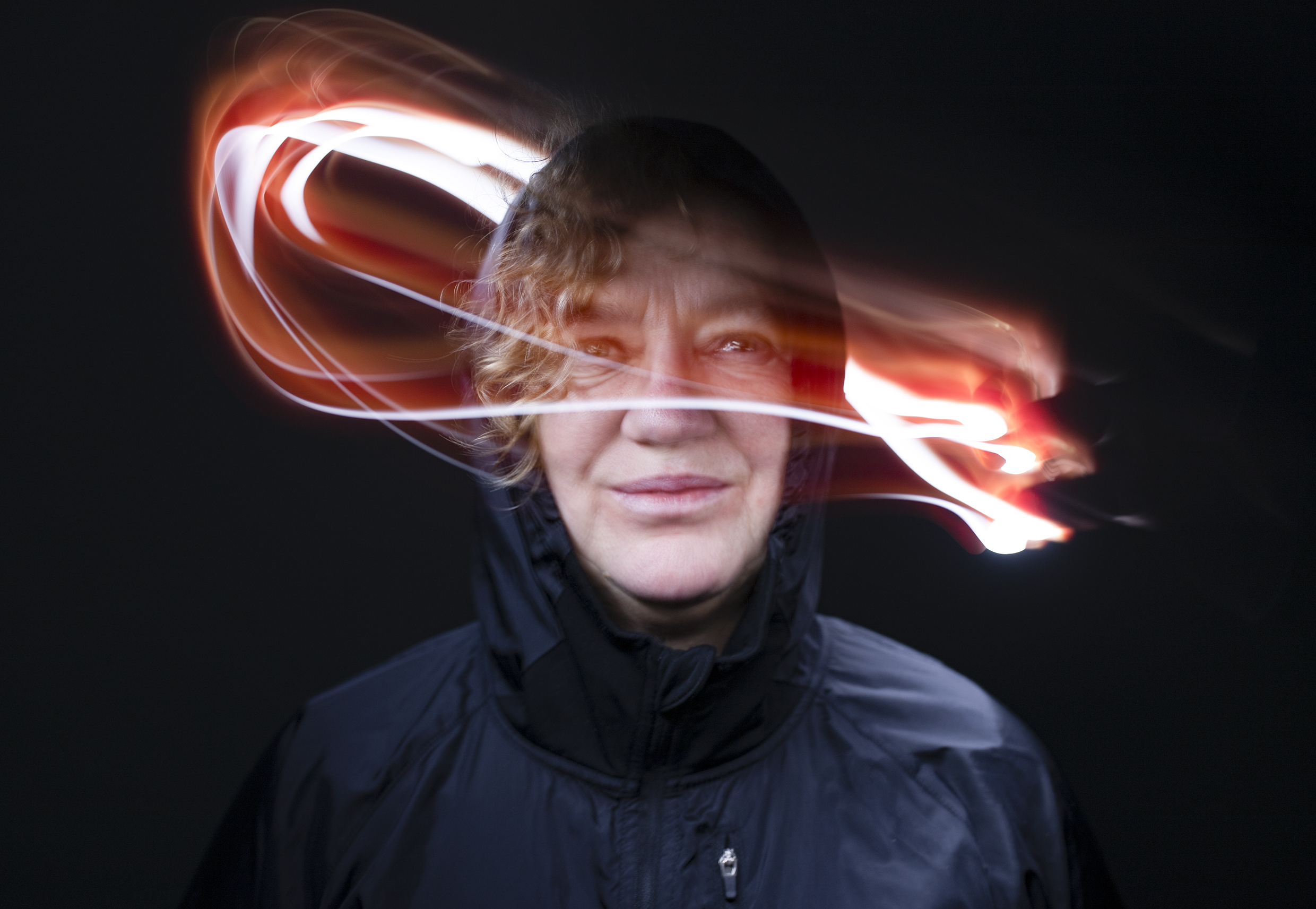
Lena Flodman

Lena Flodman, född 11 januari 1963 i Luleå, är en svensk konstnär. Hon är verksam i Sverige

## Konstnärskap
Lena Flodman är främst skulptör. Hon samlar leksaker hon hittar bland sopor på den toskanska kusten.
Hon gör skulpturer av strandfynden. Flodman gör avgjutningar och uppförstoringar av leksakerna som sedan gjuts i aluminium eller brons. 

## Offentliga verk i urval
- Fågel, Fisk eller Mittemellan, Kungälv Resecentrum (2017)
- Ankeborg, NOVA-huset vid Örebro universitet (2015)
- Kotten & Co, Geijerskolan Limhamn (2017)
- Mr Majestät, Konst på Hög, Kumla (2018)